# Frihamra
Frihamra är en bebyggelse i Skederids socken i Norrtälje kommun, Stockholms län. Mellan 1990 och 2020 avgränsade SCB här en småort.